# Ильяшенко, Георгий Данилович
Ильяшенко Георгий Данилович (1 мая 1918, Воронцово-Александровское, Ставропольская губерния — 2 августа 1987, Каспийск, Дагестанская АССР) — советский лётчик минно-торпедной авиации, отличившийся в советско-японской войны, Герой Советского Союза (14.09.1945). Лейтенант (28.04.1945).

## Биография
Родился 1 мая 1918 года в селе Воронцово-Александровском Ставропольской губернии (ныне город Зеленокумск Ставропольского края), в крестьянской семье. Русский. Окончив 7 классов школы № 3 в городе Грозном, работал фотографом в железнодорожном клубе. Окончил Грозненский аэроклуб в ноябре 1938 года, после чего работал в нём же пилотом-инструктором.
В Военно-Морском Флоте с октября 1939 года. Окончил Военно-морское авиационное училище имени И. В. Сталина в Ейске в августе 1941 года. Направлен на службу в ВВС Тихоокеанского флота, где был пилотом 16-го минно-торпедного авиаполка (летал на летающей лодке МБР-2), с октября 1942 — пилотом 3-го запасного авиаполка ВМФ (проходил курс переобучения на Ил-4), с октября 1942 — пилотом 4-го минно-торпедного авиаполка. Участник советско-японской войны 1945 года.
Лётчик 4-го минно-торпедного авиационного полка (2-я минно-торпедная авиационная дивизия, ВВС Тихоокеанского флота) лейтенант Георгий Ильяшенко проявил героизм во время советско-японской войны в августе 1945 года. 9 и 10 августа в составе ударных групп своего полка совершил три боевых вылета на торпедоносце Ил-4 на порт Расин (ныне Начжин, Корейская Народно-Демократическая Республика) и на морские коммуникации японских войск. В составе авиационного звена лейтенант Г. Д. Ильяшенко потопил 2 вражеских транспорта и разрушил портовые сооружения. 
В последнем боевом вылете его самолёт при заходе на атаку был подбит зенитным огнём и загорелся, но Георгий Ильяшенко продолжил атаку и торпедировал японский корабль (предположительно транспортное судно «Тика-Мару» водоизмещением в 1146 брт; в литературе также утверждалось о потоплении более крупного транспорта «Авакава-Мару»; некоторые авторы вообще отрицают результативность этой атаки). Сумел посадить свой горящий самолёт-торпедоносец на воду. Экипаж добрался до берега, попытался добраться до своих, но на пятый день пути был захвачен в плен японскими солдатами. 
В своём полку экипаж считался погибшим и Г. Ильяшенко был представлен к присвоению звания Героя Советского Союза посмертно.
Указом Президиума Верховного Совета СССР от 14 сентября 1945 года за «образцовое выполнение заданий командования на фронте борьбы с японскими милитаристами и проявленные при этом отвагу и геройство» лейтенанту Георгию Даниловичу Ильяшенко присвоено звание Героя Советского Союза с вручением ордена Ленина и медали «Золотая Звезда» за номером № 7140.
Содержался в японском лагере военнопленных под Сеулом. После прибытию в Южную Корею американских оккупационных войск 13 сентября 1945 года лётчики были переданы американцами советской стороне (один из членов экипажа был убит в плену). После завершения спецпроверки по возвращении из плена лётчику были вручены медаль «Золотая Звезда» и орден Ленина, он продолжил службу в своём полку, где в июне 1946 года повышен в должности до командира звена. С апреля 1947 года лейтенант Г. Д. Ильяшенко находился в запасе.
Жил в городе Каспийске (Дагестанская АССР). Находился на лётной работе в гражданской авиации в Грозненском и Махачкалинском авиаотрядах. С 1960 года до выхода на пенсию в начале 1987 года работал диспетчером на Махачкалинском авиапредприятии. Умер 2 августа 1987 года. Похоронен в Каспийске.

## Награды
- Герой Советского Союза (14.09.1945)
- Орден Ленина (14.09.1945)
- Орден Отечественной войны 1-й степени (11.03.1985)
- Ряд медалей СССР

## Память
- На доме № 24 по улице Ленина в Каспийске, где жил Герой, установлена мемориальная доска.
- Именем Героя названа улица в Каспийске.